# ネフトチャラ県

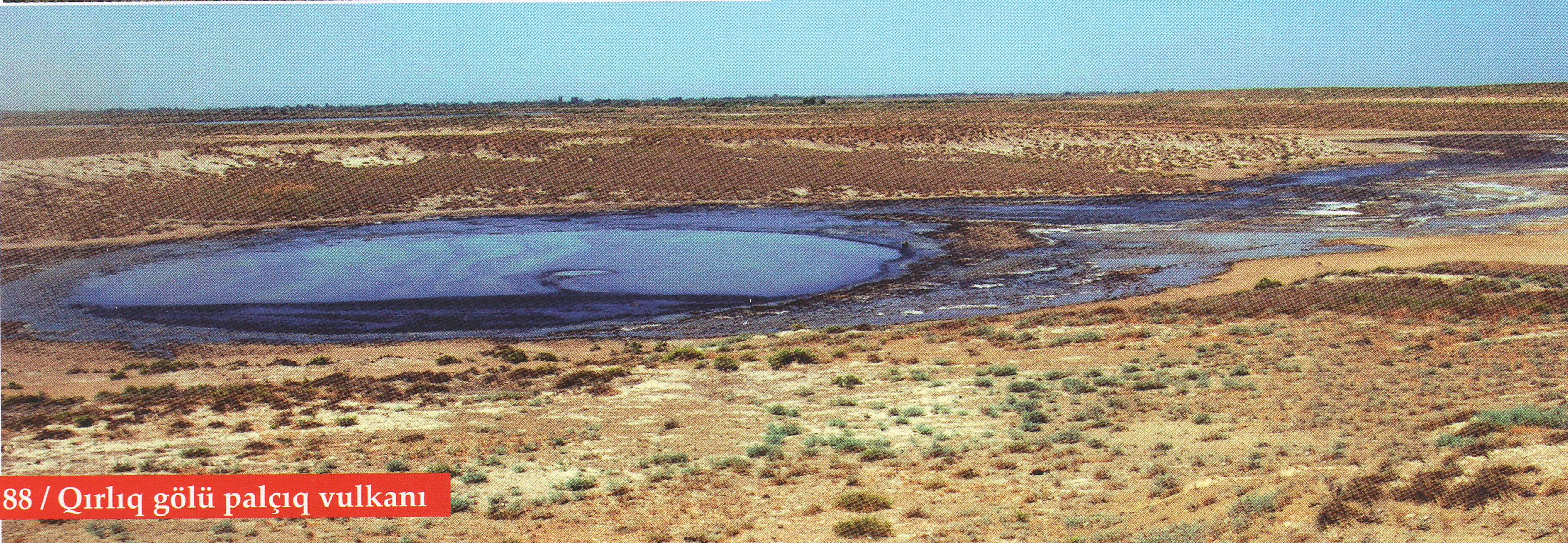
Mud volcano in Neftchala

ネフトチャラ県（アゼルバイジャン語：Neftçalarayonu）は、アゼルバイジャンの66の県の1つ。国の南東に位置し、シルヴァン＝サリヤン経済地区に属す。ネフトチャラン、ジャリラバド、ビラスバル、サリアン、ランカラン、マサリーの各県に隣接している。県都で県の最大都市はネフトチャラ。 2020年の時点で、この地区の人口は88,900人。

## 歴史
ネフトチャラ区は、1940年2月11日にアゼルバイジャンソビエト社会主義共和国の構成の地区として形成された。この時まで、それは現代のサリアン地区の地域に位置し、その年の間にそれは組織化されたキリー地域の一部になった。1939年1月24日、ネフチャラは非常に工業的な地域であったため、1959年12月に清算され、サリアン地域と統合された。しかし、4年後にサリャーン郡から再び分離され、独立した工業地帯になった。しかし、この制御のための混合システムはそれ自体を正当化しないと感じられ、再びネフトチャラ地域は1965年に清算され、サリアンの一部になった。1973年4月27日、この地域はようやく再び分離された。

## 地理
地区には1つの都市（ネフトチャラ）、48の村、3つの集落（バンク、キリー、ハサナバード）がある。
北から時計回りに
- サリヤン県
- カスピ海
- レンキャラン県
- マサッル県
- ジャリラバド県
- ビラスヴァル県（英語版）

に接する。
地区の総面積は1,451平方キロメートル。この領域の825km2は生産的な土地です。農地は領土の390km2をカバーしている。牛–繁殖牧草地は355km2の面積を占め、作付地の総面積は470km2。果樹園と塩水地帯はそれぞれ5km2と13km2の面積を占めている。